# Catantopsilus angulatus
Catantopsilus angulatus är en insektsart som beskrevs av Marius Descamps 1965. Catantopsilus angulatus ingår i släktet Catantopsilus och familjen gräshoppor. Inga underarter finns listade i Catalogue of Life.